# Paulus Romare
Paulus Nanton Romare, född 25 juli 1865 i Torekov, död 3 januari 1913 i Stockholm, var en svensk läroverksadjunkt, målare och grafiker.
Han var son till sjökaptenen Carl Filip Romare och Hilda Lundsten och från 1901 gift med Anna Paulina Romare. Han var farfar till serietecknaren Jan-Ove Gideon Romare. Efter studier vid Lunds universitet var Romare verksam som lärare, han blev adjunkt vid Norra latinläroverket i Stockholm 1902. Han saknade konstnärlig utbildning men hade sedan sin ungdom haft ett intresse för teckning och måleri. Hans efterlämnade produktion omfattar ett hundratal målningar, teckningar och grafiska blad de flesta utförda 1910–1912. Hans konst består huvudsakligen av landskapsmålningar från Hallands Väderö, Torekov och stadsbilder från centrala Stockholm utförda i olja, pastell, akvarell, kol, blyerts eller tusch. 
Han visade inte sin konst offentligt i några större sammanhang. En av hans få målningar som visades offentligt kom att pryda en artikel om misskött skog på Hallands Väderö i Svenska Naturskyddsföreningens årsskrift Sveriges Natur. Makarna Romare är begravda på Norra begravningsplatsen utanför Stockholm.